# Proculus Geganius Macerinus
Pour les articles homonymes, voir Geganius Macerinus.
Proculus Geganius Macerinus est un homme politique romain du Ve siècle av. J.-C., consul en 440 av. J.-C.

## Famille
Il est membre des Geganii Macerini, branche de la gens Gegania. Il est peut-être le fils d'un Marcus Geganius et le frère de Marcus Geganius Macerinus, consul en 447, 443 et 437 av. J.-C. et censeur en 435 av. J.-C.

## Biographie
En 440 av. J.-C., il est consul avec Lucius Menenius Lanatus ou Titus Menenius Lanatus. Cette année est marquée par plusieurs évènements parmi lesquels une famine, attribuée par Tite-Live à une mauvaise récolte associée au fait que les dernières années mouvementées de luttes internes ont éloigné les citoyens paysans de leurs terres. Un « intendant des vivres », sorte de préfet de l'annone républicain, est élu en urgence. Lucius Minucius Esquilinus Augurinus selon Tite-Live réussit à limiter un peu la disette qui sévit. C'est probablement cette même année que Manius Marcius, édile de la plèbe, organise une distribution de grain destinée à la plèbe, à raison d'un tiers de boisseau romain (modius) par individu.
L'exemple de Manius Marcius est bientôt suivi par Spurius Maelius, un riche membre de l'ordre équestre, qui a acheté de très grandes quantités de blé à ses frais en Étrurie et qui les distribue au peuple gratuitement. Sa popularité devient telle que les patriciens sont persuadés qu'il veut en profiter pour tenter de devenir roi. Il aurait même pris des mesures pour tenter un coup d'État. Or, entre-temps, Titus Quinctius Capitolinus Barbatus et Agrippa Menenius Lanatus sont élus consuls pour l'année 439 av. J.-C. et nomment Lucius Quinctius Cincinnatus dictateur au début de leur mandat. Ce dernier fait assassiner Spurius Maelius par l'intermédiaire de son maître de cavalerie Caius Servilius Ahala.

### Auteurs antiques
- Tite-Live, Histoire romaine, Livre IV, 12-13 sur le site de l'Université de Louvain

### Auteurs modernes
- (en) T. Robert S. Broughton, The Magistrates of the Roman Republic : Volume I, 509 B.C. - 100 B.C., New York, The American Philological Association, coll. « Philological Monographs, number XV, volume I », 1951, 578 p.